# 現在—皮爾茨名單
現在－皮爾茨名單（德語：JETZT – Liste Pilz）是奧地利的一個綠色左翼民粹主義政黨。

## 選舉結果
2017年，该党以4％以上的選票贏得了8個席位，擊敗了未能通過4％的門檻並隨後失去所有国民议会席位的绿党－绿色替代。
2019年，该党的大选得票率未超過4％的門檻，失去全部国民议会席位。
| 選舉 | 得票             | 得票率（%） | 席次    | 執政   |
| ---- | ---------------- | ----------- | ------- | ------ |
| 2017 | 223,543（第5位） | 4.4         | 8 / 183 | 反對黨 |
| 2019 | 089,169（第6位） | 1.9         | 0 / 183 | 議會外 |

## 外部連結
- Official website （页面存档备份，存于）